# Молодіжна збірна Болівії з футболу
Молодіжна збірна Болівії з футболу (ісп. Selección de fútbol sub-20 de Bolivia) — представляє Болівію на молодіжних змаганнях з футболу. На відміну від європейських збірних, максимальний вік гравців в цій команді не повинен перевищувати 20 років.

## Виступи на молодіжному ЧС
| 1977  | Не кваліфікувались | Не кваліфікувались | Не кваліфікувались | Не кваліфікувались | Не кваліфікувались | Не кваліфікувались | Не кваліфікувались | Не кваліфікувались | Не кваліфікувались | Не кваліфікувались | Не кваліфікувались | Не кваліфікувались | Не кваліфікувались | Не кваліфікувались | Не кваліфікувались | Не кваліфікувались | Не кваліфікувались | Не кваліфікувались |
| 1979  | Не кваліфікувались | Не кваліфікувались | Не кваліфікувались | Не кваліфікувались | Не кваліфікувались | Не кваліфікувались | Не кваліфікувались | Не кваліфікувались | Не кваліфікувались | Не кваліфікувались | Не кваліфікувались | Не кваліфікувались | Не кваліфікувались | Не кваліфікувались | Не кваліфікувались | Не кваліфікувались | Не кваліфікувались | Не кваліфікувались |
| 1981  | Не кваліфікувались | Не кваліфікувались | Не кваліфікувались | Не кваліфікувались | Не кваліфікувались | Не кваліфікувались | Не кваліфікувались | Не кваліфікувались | Не кваліфікувались | Не кваліфікувались | Не кваліфікувались | Не кваліфікувались | Не кваліфікувались | Не кваліфікувались | Не кваліфікувались | Не кваліфікувались | Не кваліфікувались | Не кваліфікувались |
| 1983  | Не кваліфікувались | Не кваліфікувались | Не кваліфікувались | Не кваліфікувались | Не кваліфікувались | Не кваліфікувались | Не кваліфікувались | Не кваліфікувались | Не кваліфікувались | Не кваліфікувались | Не кваліфікувались | Не кваліфікувались | Не кваліфікувались | Не кваліфікувались | Не кваліфікувались | Не кваліфікувались | Не кваліфікувались | Не кваліфікувались |
| 1985  | Не кваліфікувались | Не кваліфікувались | Не кваліфікувались | Не кваліфікувались | Не кваліфікувались | Не кваліфікувались | Не кваліфікувались | Не кваліфікувались | Не кваліфікувались | Не кваліфікувались | Не кваліфікувались | Не кваліфікувались | Не кваліфікувались | Не кваліфікувались | Не кваліфікувались | Не кваліфікувались | Не кваліфікувались | Не кваліфікувались |
| 1987  | Не кваліфікувались | Не кваліфікувались | Не кваліфікувались | Не кваліфікувались | Не кваліфікувались | Не кваліфікувались | Не кваліфікувались | Не кваліфікувались | Не кваліфікувались | Не кваліфікувались | Не кваліфікувались | Не кваліфікувались | Не кваліфікувались | Не кваліфікувались | Не кваліфікувались | Не кваліфікувались | Не кваліфікувались | Не кваліфікувались |
| 1989  | Не кваліфікувались | Не кваліфікувались | Не кваліфікувались | Не кваліфікувались | Не кваліфікувались | Не кваліфікувались | Не кваліфікувались | Не кваліфікувались | Не кваліфікувались | Не кваліфікувались | Не кваліфікувались | Не кваліфікувались | Не кваліфікувались | Не кваліфікувались | Не кваліфікувались | Не кваліфікувались | Не кваліфікувались | Не кваліфікувались |
| 1991  | Не кваліфікувались | Не кваліфікувались | Не кваліфікувались | Не кваліфікувались | Не кваліфікувались | Не кваліфікувались | Не кваліфікувались | Не кваліфікувались | Не кваліфікувались | Не кваліфікувались | Не кваліфікувались | Не кваліфікувались | Не кваліфікувались | Не кваліфікувались | Не кваліфікувались | Не кваліфікувались | Не кваліфікувались | Не кваліфікувались |
| 1993  | Не кваліфікувались | Не кваліфікувались | Не кваліфікувались | Не кваліфікувались | Не кваліфікувались | Не кваліфікувались | Не кваліфікувались | Не кваліфікувались | Не кваліфікувались | Не кваліфікувались | Не кваліфікувались | Не кваліфікувались | Не кваліфікувались | Не кваліфікувались | Не кваліфікувались | Не кваліфікувались | Не кваліфікувались | Не кваліфікувались |
| 1995  | Не кваліфікувались | Не кваліфікувались | Не кваліфікувались | Не кваліфікувались | Не кваліфікувались | Не кваліфікувались | Не кваліфікувались | Не кваліфікувались | Не кваліфікувались | Не кваліфікувались | Не кваліфікувались | Не кваліфікувались | Не кваліфікувались | Не кваліфікувались | Не кваліфікувались | Не кваліфікувались | Не кваліфікувались | Не кваліфікувались |
| 1997  | Не кваліфікувались | Не кваліфікувались | Не кваліфікувались | Не кваліфікувались | Не кваліфікувались | Не кваліфікувались | Не кваліфікувались | Не кваліфікувались | Не кваліфікувались | Не кваліфікувались | Не кваліфікувались | Не кваліфікувались | Не кваліфікувались | Не кваліфікувались | Не кваліфікувались | Не кваліфікувались | Не кваліфікувались | Не кваліфікувались |
| 1999  | Не кваліфікувались | Не кваліфікувались | Не кваліфікувались | Не кваліфікувались | Не кваліфікувались | Не кваліфікувались | Не кваліфікувались | Не кваліфікувались | Не кваліфікувались | Не кваліфікувались | Не кваліфікувались | Не кваліфікувались | Не кваліфікувались | Не кваліфікувались | Не кваліфікувались | Не кваліфікувались | Не кваліфікувались | Не кваліфікувались |
| 2001  | Не кваліфікувались | Не кваліфікувались | Не кваліфікувались | Не кваліфікувались | Не кваліфікувались | Не кваліфікувались | Не кваліфікувались | Не кваліфікувались | Не кваліфікувались | Не кваліфікувались | Не кваліфікувались | Не кваліфікувались | Не кваліфікувались | Не кваліфікувались | Не кваліфікувались | Не кваліфікувались | Не кваліфікувались | Не кваліфікувались |
| 2003  | Не кваліфікувались | Не кваліфікувались | Не кваліфікувались | Не кваліфікувались | Не кваліфікувались | Не кваліфікувались | Не кваліфікувались | Не кваліфікувались | Не кваліфікувались | Не кваліфікувались | Не кваліфікувались | Не кваліфікувались | Не кваліфікувались | Не кваліфікувались | Не кваліфікувались | Не кваліфікувались | Не кваліфікувались | Не кваліфікувались |
| 2005  | Не кваліфікувались | Не кваліфікувались | Не кваліфікувались | Не кваліфікувались | Не кваліфікувались | Не кваліфікувались | Не кваліфікувались | Не кваліфікувались | Не кваліфікувались | Не кваліфікувались | Не кваліфікувались | Не кваліфікувались | Не кваліфікувались | Не кваліфікувались | Не кваліфікувались | Не кваліфікувались | Не кваліфікувались | Не кваліфікувались |
| 2007  | Не кваліфікувались | Не кваліфікувались | Не кваліфікувались | Не кваліфікувались | Не кваліфікувались | Не кваліфікувались | Не кваліфікувались | Не кваліфікувались | Не кваліфікувались | Не кваліфікувались | Не кваліфікувались | Не кваліфікувались | Не кваліфікувались | Не кваліфікувались | Не кваліфікувались | Не кваліфікувались | Не кваліфікувались | Не кваліфікувались |
| 2009  | Не кваліфікувались | Не кваліфікувались | Не кваліфікувались | Не кваліфікувались | Не кваліфікувались | Не кваліфікувались | Не кваліфікувались | Не кваліфікувались | Не кваліфікувались | Не кваліфікувались | Не кваліфікувались | Не кваліфікувались | Не кваліфікувались | Не кваліфікувались | Не кваліфікувались | Не кваліфікувались | Не кваліфікувались | Не кваліфікувались |
| 2011  | Не кваліфікувались | Не кваліфікувались | Не кваліфікувались | Не кваліфікувались | Не кваліфікувались | Не кваліфікувались | Не кваліфікувались | Не кваліфікувались | Не кваліфікувались | Не кваліфікувались | Не кваліфікувались | Не кваліфікувались | Не кваліфікувались | Не кваліфікувались | Не кваліфікувались | Не кваліфікувались | Не кваліфікувались | Не кваліфікувались |
| 2013  | Не кваліфікувались | Не кваліфікувались | Не кваліфікувались | Не кваліфікувались | Не кваліфікувались | Не кваліфікувались | Не кваліфікувались | Не кваліфікувались | Не кваліфікувались | Не кваліфікувались | Не кваліфікувались | Не кваліфікувались | Не кваліфікувались | Не кваліфікувались | Не кваліфікувались | Не кваліфікувались | Не кваліфікувались | Не кваліфікувались |
| 2015  | Не кваліфікувались | Не кваліфікувались | Не кваліфікувались | Не кваліфікувались | Не кваліфікувались | Не кваліфікувались | Не кваліфікувались | Не кваліфікувались | Не кваліфікувались | Не кваліфікувались | Не кваліфікувались | Не кваліфікувались | Не кваліфікувались | Не кваліфікувались | Не кваліфікувались | Не кваліфікувались | Не кваліфікувались | Не кваліфікувались |
| 2017  | Не кваліфікувались | Не кваліфікувались | Не кваліфікувались | Не кваліфікувались | Не кваліфікувались | Не кваліфікувались | Не кваліфікувались | Не кваліфікувались | Не кваліфікувались | Не кваліфікувались | Не кваліфікувались | Не кваліфікувались | Не кваліфікувались | Не кваліфікувались | Не кваліфікувались | Не кваліфікувались | Не кваліфікувались | Не кваліфікувались |
| 2019  | Не кваліфікувались | Не кваліфікувались | Не кваліфікувались | Не кваліфікувались | Не кваліфікувались | Не кваліфікувались | Не кваліфікувались | Не кваліфікувались | Не кваліфікувались | Не кваліфікувались | Не кваліфікувались | Не кваліфікувались | Не кваліфікувались | Не кваліфікувались | Не кваліфікувались | Не кваліфікувались | Не кваліфікувались | Не кваліфікувались |
| 2023  | Не кваліфікувались | Не кваліфікувались | Не кваліфікувались | Не кваліфікувались | Не кваліфікувались | Не кваліфікувались | Не кваліфікувались | Не кваліфікувались | Не кваліфікувались | Не кваліфікувались | Не кваліфікувались | Не кваліфікувались | Не кваліфікувались | Не кваліфікувались | Не кваліфікувались | Не кваліфікувались | Не кваліфікувались | Не кваліфікувались |
| 2025  | Не кваліфікувались | Не кваліфікувались | Не кваліфікувались | Не кваліфікувались | Не кваліфікувались | Не кваліфікувались | Не кваліфікувались | Не кваліфікувались | Не кваліфікувались | Не кваліфікувались | Не кваліфікувались | Не кваліфікувались | Не кваліфікувались | Не кваліфікувались | Не кваліфікувались | Не кваліфікувались | Не кваліфікувались | Не кваліфікувались |
| Разом | 0/21               | 0                  | 0                  | 0                  | 0                  | 0                  | 0                  |                    |                    |                    |                    |                    |                    |                    |                    |                    |                    |                    |

## Виступи на молодіжному чемпіонаті Південної Америки
| Молодіжний чемпіонат Південної Америки | Молодіжний чемпіонат Південної Америки | Молодіжний чемпіонат Південної Америки | Молодіжний чемпіонат Південної Америки | Молодіжний чемпіонат Південної Америки | Молодіжний чемпіонат Південної Америки | Молодіжний чемпіонат Південної Америки | Молодіжний чемпіонат Південної Америки | Молодіжний чемпіонат Південної Америки |
| Рік                                    | Раунд                                  | І                                      | В                                      | Н                                      | П                                      | ГЗ                                     | ГП                                     |                                        |
| 1954                                   | Не кваліфікувався                      | -                                      | -                                      | -                                      | -                                      | -                                      | -                                      |                                        |
| 1958                                   | Не кваліфікувався                      | -                                      | -                                      | -                                      | -                                      | -                                      | -                                      |                                        |
| 1964                                   | Не кваліфікувався                      | -                                      | -                                      | -                                      | -                                      | -                                      | -                                      |                                        |
| 1967                                   | Не кваліфікувався                      | -                                      | -                                      | -                                      | -                                      | -                                      | -                                      |                                        |
| 1971                                   | Перший раунд                           | 3                                      | 0                                      | 0                                      | 3                                      | 4                                      | 9                                      |                                        |
| 1974                                   | Не кваліфікувався                      | -                                      | -                                      | -                                      | -                                      | -                                      | -                                      |                                        |
| 1975                                   | Не кваліфікувався                      | -                                      | -                                      | -                                      | -                                      | -                                      | -                                      |                                        |
| 1977                                   | Перший раунд                           | 3                                      | 0                                      | 0                                      | 3                                      | 1                                      | 7                                      |                                        |
| 1979                                   | Перший раунд                           | 3                                      | 0                                      | 0                                      | 4                                      | 2                                      | 12                                     |                                        |
| 1981                                   | 4 місце                                | 7                                      | 1                                      | 4                                      | 2                                      | 7                                      | 9                                      |                                        |
| 1983                                   | 4 місце                                | 7                                      | 2                                      | 0                                      | 5                                      | 13                                     | 16                                     |                                        |
| 1985                                   | Перший раунд                           | 4                                      | 0                                      | 1                                      | 3                                      | 1                                      | 8                                      |                                        |
| 1987                                   | Перший раунд                           | 4                                      | 0                                      | 0                                      | 4                                      | 4                                      | 15                                     |                                        |
| 1988                                   | Перший раунд                           | 4                                      | 1                                      | 0                                      | 3                                      | 4                                      | 9                                      |                                        |
| 1991                                   | Перший раунд                           | 4                                      | 1                                      | 0                                      | 3                                      | 5                                      | 7                                      |                                        |
| 1992                                   | Перший раунд                           | 3                                      | 0                                      | 0                                      | 3                                      | 1                                      | 7                                      |                                        |
| 1995                                   | Перший раунд                           | 4                                      | 2                                      | 1                                      | 1                                      | 4                                      | 2                                      |                                        |
| 1997                                   | Перший раунд                           | 4                                      | 0                                      | 0                                      | 4                                      | 5                                      | 10                                     |                                        |
| 1999                                   | Перший раунд                           | 4                                      | 0                                      | 1                                      | 3                                      | 4                                      | 15                                     |                                        |
| 2001                                   | Перший раунд                           | 4                                      | 1                                      | 0                                      | 3                                      | 4                                      | 7                                      |                                        |
| 2003                                   | Перший раунд                           | 4                                      | 1                                      | 0                                      | 3                                      | 3                                      | 12                                     |                                        |
| 2005                                   | Перший раунд                           | 4                                      | 0                                      | 2                                      | 2                                      | 4                                      | 13                                     |                                        |
| 2007                                   | Перший раунд                           | 4                                      | 1                                      | 1                                      | 2                                      | 4                                      | 8                                      |                                        |
| 2009                                   | Перший раунд                           | 4                                      | 0                                      | 0                                      | 4                                      | 2                                      | 11                                     |                                        |
| 2011                                   | Перший раунд                           | 4                                      | 0                                      | 1                                      | 3                                      | 3                                      | 7                                      |                                        |
| 2013                                   | Перший раунд                           | 4                                      | 0                                      | 1                                      | 3                                      | 3                                      | 15                                     |                                        |
| 2015                                   | Перший раунд                           | 4                                      | 0                                      | 0                                      | 4                                      | 2                                      | 13                                     |                                        |
| 2017                                   | Перший раунд                           | 4                                      | 1                                      | 1                                      | 2                                      | 2                                      | 6                                      |                                        |
| 2019                                   | Перший раунд                           | 4                                      | 0                                      | 1                                      | 3                                      | 1                                      | 4                                      |                                        |
| 2023                                   | Перший раунд                           | 4                                      | 1                                      | 0                                      | 3                                      | 2                                      | 6                                      |                                        |
| Разом                                  |                                        | 105                                    | 12                                     | 16                                     | 77                                     | 88                                     | 243                                    |                                        |
| -------------------------------------- | -------------------------------------- | -------------------------------------- | -------------------------------------- | -------------------------------------- | -------------------------------------- | -------------------------------------- | -------------------------------------- | -------------------------------------- |